# Epidendroideae
Az Epidendroideae a spárgavirágúak (Asparagales) rendjébe tartozó kosborfélék (avagy orchideafélék, Orchidaceae) családjának egy alcsaládja. Körülbelül 650 nemzetségébe mintegy 18–20 ezer fajt sorolnak, és ezzel családjának legnépesebb alcsaládja.

## Rendszerezés
Az alcsaládot 16 nemzetségcsoportra és mintegy 44, csoportba nem sorolt nemzetségre bontják.
Nemzetségcsoportok:
- Arethuseae
- Calypsoeae
- Coelogyneae
- Collabieae
- Dendrobieae
- Epidendreae
- Gastrodieae
- Malaxideae
- Neottieae
- Nervilieae
- Palmorchideae
- Podochileae
- Sobralieae
- Triphoreae
- Tropidieae
- Xerorchideae

Csoportba nem sorolt nemzetségek:
- Ackermania
- Acrolophia
- Aglossorrhyncha
- Anteriorchis
- Barombiella
- Blumeorchis
- Cardiochilos
- Changnienia
- Coenadenium
- Cribbia
- Crossoglossa
- Cuitlauzina
- Didiciea
- Diplolabellum
- Eulophiella
- Fimbriella
- Goniochilus
- Grammangis
- Graphorkis
- Grobya
- Guanchezia
- Gunnarella
- Gunnarorchis
- Hirtzia
- Hylaeorchis
- Lacroixia
- Megalotus
- Neocribbia
- Ormerodia
- Peristeranthus
- Plectorrhiza
- Porphyroglottis
- Protoceras
- Pteroceras
- Renzorchis
- Scelochiloides
- Scelochilopsis
- Seidenfadeniella
- Spongiola
- Stictophyllorchis
- Stigmatorthos
- Symphyglossum
- Taprobanea
- Xenikophyton